# Ben Northrup

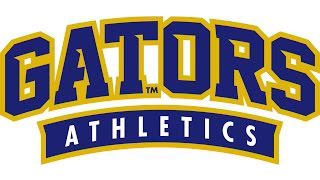
Zawodnik San Francisco State Gators

Benjamin Alfred „Ben” Northrup (ur. 18 lutego 1935 w Pullman) – amerykański zapaśnik walczący w stylu klasycznym. Olimpijczyk z Rzymu 1960, gdzie zajął siedemnaste miejsce w wadze lekkiej.
Czwarty na mistrzostwach świata w 1961. Odpadł w eliminacjach w 1963 i 1966 roku.
Zawodnik San Francisco State University.

## Letnie Igrzyska Olimpijskie 1960
| Konkurencja          | Rundy eliminacyjne      | Rundy eliminacyjne       | Klas. końcowa |
| Konkurencja          | Przeciwnik I            | Przeciwnik II            | Miejsce       |
| -------------------- | ----------------------- | ------------------------ | ------------- |
| 67 kg styl klasyczny | Kyösti Lehtonen (FIN) P | Awtandił Koridze (URS) P | 17.           |